# The Message of the March Wind (Morris)
The Message of the March Wind – programowy wiersz angielskiego myśliciela, artysty malarza i poety Williama Morrisa, opublikowany w tomie Poems by the Way. Love is Enough, wydanym w 1896. Utwór wyraża sprzeciw skłaniającego się ku socjalizmowi autora wobec panującej w konserwatywnym społeczeństwie brytyjskiej nierówności majątkowej. Wiersz odwołuje się do tradycji romantycznej poezji miłosnej,  sielankowej i balladowej, by nieoczekiwanie stać się oskarżeniem wymierzonym w klasę posiadającą. 

Now sweet, sweet it is through the land to be straying
'Mid the birds and the blossoms and the beasts of the field ;
Love mingles with love, and no evil is weighing
On thy heart or mine, where all sorrow is healed.

Utwór jest napisany miarą anapestyczną, ujętą w zwrotki czterowersowe rymowane abab i obfituje w wyraziste aliteracje: birds and the blossoms and the beasts, czy This land we have loved in our love and our leisure.